# Сан Себастиано фуори ле Мура
„Сан Себастиано фуори ле Мура“ (на италиански: Basilica di San Sebastiano fuori le mura; букв. Сан Себастиано извън стените) е една от седемте поклоннически църкви в Рим. Разположена е над катакомбите „Сан Себастиано“.